# Fikk
Fikk, Frivilliga insatser i kris och katastrof, är en svensk frivilligorganisation som gör stödinsatser åt samhällsresurser och räddningstjänst vid kriser. Den grundades 2016 av Peder Schillerström, som tidigare varit medgrundare till bland annat Missing People Sweden, för vilken han också var ordförande.
Fikk vill vara med och samordna frivilliga som vill göra insatser under alla typer av katastrofer, som större bränder, stormar och översvämningar samt hjälpa till vid sökinsatser av försvunna personer. De är en nationell organisation utan lokalavdelningar och utbildar insatsledare som verkar över hela landet. Insatsledarna sätter upp insatsplatser med sambandscentraler, tillfällig matbespisning och sanitetsinrättningar och samordnar frivilliga som vill hjälpa till. Ett sätt att skapa kontakter med lokala frivilligorganisationer är att söka efter försvunna personer där sökinsatserna inte längre är aktiva, och sökinsatser har blivit huvudverksamheten.
Fikk finansieras av frivilligbidrag och sponsorintäkter. De har som målsättning att insatsledarna ska ersättas för sina insatser motsvarande inkomstbortfallet som det medför.
Årsskiftet 2020/2021 avslutades Fikk, och ombildades som FIKK Sweden 2021-02-05. Den nya organisationen har ingen anknytning till Peder Schillerström eller de som satt i styrelsen för FIKK.
Varumärket FIKK ägs av FIKK Sweden sedan 2021.
I den förra organisationen ägdes Varumärket Fikk av företaget Appiro AB som ägs av Schillerström och genom vilket miljonbelopp i donationer försvann under 2020. I samband med detta framkom att styrelsemedlemmarna Daniel Brodin och Mikael Rosvall vägrade att skriva på årsbokslutet för 2019 då de ansåg att det saknades över en miljon kronor. När detta uppdagades internt kritiserades och ifrågasattes detta av volontärer och insatsledare, varvid en redovisningsbyrå togs in som gick igenom alla räkenskaper. Denna redovisningsbyrå kom då fram till att runt 1,5 miljoner kronor saknades i redovisningen.